# Giustificazionismo
(Platone, Teeteto, 201c-210b)
Il giustificazionismo è il termine che indica l'atteggiamento di chi tende a legittimare, razionalmente, asserzioni o, moralmente, fatti riprovevoli, con motivazioni introdotte a posteriori.. Nella filosofia della scienza contemporanea il lemma vuole significare la volontà di dare un fondamento accettabile a un'affermazione scelta tra i termini di una demarcazione.

## Il giustificazionismo hegeliano
Per intendere cosa significhi il giustificazionismo un esempio è rappresentato dal panlogismo del pensiero hegeliano che vede la presenza della razionalità in ogni aspetto del mondo reale così da giustificare e legittimare anche gli aspetti più tragici dell'esistenza umana, risolvendone tutte le contraddizioni nella suprema e finale sintesi dialettica della Ragione assoluta e dello Spirito (Geist).
Nella visione dialettica della realtà di Hegel il male, l'antitesi, il negativo, la tragicità della vita sono sempre risolti dalla positività della sintesi finale ottenuta tramite la ragione, che nega la negazione e quindi riafferma il bene a un grado più elevato.
Questa concezione ottimistica della realtà tendente a superarne l'incomprensione degli aspetti irrazionali dell'esistenza deriverebbe dal fondamentale principio hegeliano "Ciò che è razionale, è reale; ciò che è reale, è razionale".
Tuttavia questa felice visione esistenziale svanisce nell'ultimo Hegel davanti alla constatazione del persistere della coscienza infelice nelle singole soggettività in preda dell'Assoluto, vittime passive d'un fatalismo storico che sfrutta gli individui per il suo presunto progresso provvidenziale.

## Il giustificazionismo nella storia della filosofia
Se per giustificazione s'intende che «il modo di criticare un'asserzione consiste nel determinare se e come questa possa essere giustificata» allora questo metodo si può rintracciare in tutta la storia della filosofia dove, davanti alla necessità di operare una scelta vero-falso oppure per giudicare se un'azione sia apprezzabile o riprovevole si ricorre a un'autorità che abbia caratteristiche tali che la sua valutazione sia ritenuta definitiva e giustificatrice. In mancanza di questa autorità ogni asserzione andrà respinta. Questo non vuol dire che sarà una giustificazione razionale a decidere la scelta nella demarcazione tra vero-falso, bene-male ecc. poiché la giustificazione è propria anche degli irrazionalisti: ciò che è vero o falso potrà essere stabilito indifferentemente dalla giustificazione di un'autorità filosofica razionale o dalla giustificazione irrazionale, ad esempio, dello «stregone del villaggio».

## Contro il giustificazionismo
Karl Popper rigetta il criterio giustificazionista che permetterebbe di distinguere una scienza costituita di verità certamente fondate (fondazionalismo) confermate e legittimate dalla filosofia; egli afferma invece che: 
«1) il nostro sapere è strutturalmente problematico e incerto;

 2) la scienza possiede, come tratto costitutivo, la fallibilità e l'autocorreggibilità; 

 3) il classico problema di come possiamo giustificare la nostra conoscenza risulta «privo di senso»;

 4) all'uomo non compete il possesso della verità, ma solo la ricerca, mai conclusa, di essa.» 
In questo senso nella teoria di Popper si ripropone il fallibilismo socratico che affermava l'impossibilità dell'uomo di poter sostenere una verità stabilita una volta per tutte ma come questa invece andasse rimessa sempre in discussione in una ricerca senza fine.
Non la conferma tendente a giustificare le teorie ma la loro falsificabilità a seguito della scoperta di fatti empirici che le rimettano in discussione, è il criterio per distinguere la vera scienza. Il modello interpretativo della scienza deve quindi basarsi sull'errore: quanto più ci si accorge, tramite il fallibilismo, di avere sbagliato, quanto più si elaborano nuove teorie che si rivelano fallaci, tanto più è possibile circoscrivere l'orizzonte della verità. Il progresso, secondo Popper, non consiste nell'accumulo di certezze, bensì nella progressiva eliminazione degli errori, in maniera analoga all'evoluzione biologica e alla dialettica socratica.